# Eulinognathus euchoreutae
Eulinognathus euchoreutae är en insektsart som beskrevs av Cais 1977. Eulinognathus euchoreutae ingår i släktet Eulinognathus och familjen ledlöss. Inga underarter finns listade i Catalogue of Life.